# Vologda
Vologda (em russo:  Вологда) é uma cidade na Rússia, centro administrativo do óblast de Vologda. A cidade é localizada à beira do rio Vologda e ao cruzamento ferroviário (os seus rumos são para Moscou, São Petersburgo, Arcangel e Kirov). População da cidade é de 286,1 mil habitantes (2008). Vologda foi fundada no ano de 1147.

## Esporte
A cidade de Vologda é a sede do Estádio Dínamo e do FC Dínamo Vologda, que participa do Campeonato Russo de Futebol. 